# Via sublingual
Sublingual (abreujat SL), del llatí per "sota la llengua", fa referència a la via d'administració farmacològica per la qual les substàncies es difonen a la sang a través dels teixits sota la llengua.
Quan una substància química entra en contacte amb la membrana mucosa de sota de la llengua, s'absorbeix. Com que el teixit conjuntiu que hi ha sota l'epiteli conté una profusió de capil·lars, la substància s'hi difon a dins i entra a la circulació venosa. En canvi, les substàncies absorbides als intestins estan subjectes a un metabolisme de primer pas al fetge abans d'entrar a la circulació general.
L'administració sublingual té certs avantatges respecte a l'administració oral. En ser més directe, sovint és més ràpid.
Molts fàrmacs s'absorbeixen mitjançant l'administració sublingual, inclosos els medicaments cardiovasculars, esteroides, barbitúrics, benzodiazepines, analgèsics opioides, THC, CBD, algunes proteïnes i cada cop més, vitamines i minerals.